# Forte inglês de Cumaú
O Forte inglês de Cumaú (também grafado como Camaú) localizava-se na altura da atual ponta da Cascalheira, à margem esquerda do rio Amazonas, na antiga Província dos Tucujus, cerca de quinze quilômetros ao Sul de Macapá, no atual estado do Amapá, no Brasil.

## História
Uma expedição enviada por uma companhia de comércio inglesa, da qual o próprio duque de Buckingham era sócio, sob o comando de Roger Fray, erigiu, no início do século XVII, este fortim, artilhado com sete peças. Esta feitoria fortificada, destinava-se ao armazenamento de drogas do sertão e, de acordo com TINÉ (1969:45), ela, e os demais estabelecimentos ingleses erguidos na Amazônia à época, tiveram a autorização dos reis Jaime I de Inglaterra (1603-1625) e Carlos I de Inglaterra (1625-1645). CASTRO (1983:23) complementa que estes soberanos ingleses doaram terras na região a fidalgos da sua Corte, entre os anos de 1613 e 1627.
A seu respeito CERQUEIRA E SILVA (1833), deixou registrado:
"Sucederam a estes [os Irlandeses de James Purcell] os ingleses comandados por Rogero Fray, levantando na mesma ilha dos Tocujus um novo forte que chamaram Camaú, guarnecido de grossa artilharia, espalhando entre os índios, cuja amizade granjearam, a notícia de um grande socorro de quinhentos homens vindos da Inglaterra; porém Ayres de Souza Chichorro atacando-os no dia 22 de julho de 1632, dispersou-os com grande mortandade, e lhes apresou um navio que conduziu à capital.
No princípio do ano seguinte verificou-se a certeza dos reforços que os ingleses diziam esperar: um navio chegado à ilha dos Tocujus mandou a terra quatro pessoas, sendo retidos, e depois conduzidos ao Maranhão ao Governador-geral declararam, que Thomaz, conde de Breschier, pretendia formar uma povoação no lugar que mandara guarnecer com o forte Cumaú, e que por sua ordem estavam fretadas em Flessingues, e em alguns portos de Inglaterra diversos navios, para transporte de soldados, com os quais pretendia fortificar-se em todo o rio Amazonas e conquistá-lo: esta notícia fez com que se preparasse logo a oposição, porém somente em 1639 surgiu defronte de Gurupá um patacho, que foi apresado pelo comandante daquele forte, não se numerando os holandeses, que havendo-se apoderado do Maranhão em 1641, construiram algumas feitorias dentro do rio Gurupi, até que inteiramente foram expulsas em 1645. (...)" (op. cit. p. 191)
TINÉ (1969:45), sobre o episódio, entende que após a rendição de Philip Purcell, comerciante irlandês de tabaco, no Forte do rio Tauregue, que periodiza em 1628, Roger North chegou com reforços. Repelido pelas forças portuguesas [no Gurupá], ergueu na ponta de Macapá, o Forte de Cumaú, conquistado pelo Capitão-mor do Pará, Jácome Raimundo de Noronha (1631). ALBUQUERQUE (1968) ratifica o nome de Jácome Raimundo de Noronha e a data de 1631, acrescentando a participação de Pedro da Costa Favela no episódio (Pequeno Dicionário de História do Brasil).
Em 1631, uma nau e dois patachos, que se dirigiam ao Forte do rio Tauregue com gente e reforços, cientes da queda deste desde 1629, retornaram à Inglaterra. Um dos patachos, entretanto, com parte dos quarenta tripulantes doente, dirigiu-se a Cumaú na tentativa de obter auxílio.
Cientes dessa movimentação, o Capitão-mor Feliciano Coelho de Carvalho, com os reforços de Ayres Chichorro e Pedro Baião de Abreu, à frente de um destacamento de Belém do Pará, apoiados por indígenas flecheiros Tucujus em canoas, atacaram e conquistaram a posição inglesa em Cumaú, a 9 de julho de 1631 (GARRIDO, 1940:25). O comandante do forte não foi encontrado entre os defensores - fora ao encontro da nau com os reforços. Ayres Chichorro perseguiu-o e, encontrando a nau a 14 de julho, abordou-a com os indígenas, tomando-a, matando Roger Fray, e retornando a Belém com a embarcação apresada, a artilharia da fortificação e os despojos dos vencidos (GARRIDO, 1940:25; REIS, 1949). OLIVEIRA (1968) esclarece os efetivos portugueses mobilizados para o efeito: Carvalho, Chichorro e Abreu reuniram em Cametá 127 canoas com 240 soldados e 5.000 índígenas. Dá, entretanto as datas como: o assalto inicial terá se registrado em 19 de junho de 1632, e a rendição da fortificação em 9 de julho (de 1632, portanto). Complementa com o comentário de Artur Viana, de que "era o último reduto inglês na Amazônia". (OLIVEIRA, 1968:749)
SOUZA (1885) remonta este forte a 1620, atribuindo a sua destruição a Feliciano Coelho [de Carvalho], em 1632. (op. cit., p. 33-34)
BARRETTO (1958) periodiza a construção do forte no ano de 1631, e sua conquista no ano seguinte, por Feliciano Coelho de Carvalho e Pedro Baião (op. cit., p. 44).
Sobre as suas ruínas foi erguido um novo fortim de madeira, com a mesma designação (Forte português de Cumaú), por Francisco da Mota Falcão (1658), por sua vez sucedido pelo Forte de Santo Antônio do Macapá (1688.